# Stela Baltova
Stela Ivanova Baltova, (en bulgare : Стела Иванова Балтова) née en 1961 à Yambol, est une femme politique bulgare et professeure associée, ministre du Tourisme par intérim du gouvernement Guerdjikov et des gouvernements Yanev I et Yanev II.

## Biographie
Stela Baltova est diplômée de l'Université de technologie chimique et de métallurgie (en) de Sofia en 1988. Elle étudie également à l'université de Mulhouse et obtient une maîtrise en marketing numérique. De 2002 à 2005, elle est conseillère économique, puis chef du bureau des affaires commerciales et économiques de l'ambassade de Bulgarie au Danemark. Elle travaille ensuite à la direction « Politique économique étrangère » du ministère de l'Économie et de l'Énergie bulgare. De 2007 à 2009, elle est vice-présidente de l'Agence nationale du tourisme. Elle enseigne à l'école supérieure internationale de commerce de Botevgrad.
Entre le 27 janvier et le 4 mai 2017, et à partir du 12 mai 2021, elle est ministre du Tourisme par intérim.